# Касян Андрій Пилипович
Касян Андрій Пилипович  (в документах зустрічаються також варіанти прізвища Касьян) (1918-1944) — учасник Німецько-радянської війни. Командир кулеметної роти 330-го гвардійського стрілецького полку (129-я гвардійська стрілецька дивізія, 18-а армія, 1-й Український фронт), гвардії капітан  Герой Радянського Союзу (1944).

## Біографія
Андрій Касян народився 13 грудня 1918  в селі Кіблич Гайсинського повіту  Подільської губернії (нині — Гайсинський район   Вінницької області).Навчався у місцевій школі. Андрій дуже любив техніку і пішов навчатись на курси трактористів які закінчив у рідному селі. Свою трудову біографію почав на колгоспних полях сусіднього села Грузького. У 1939 році призвали до  Червоної Армії. Закінчив школу молодших командирів і хотів повернутись до мирної праці. Але війна перекреслила всі його мрії та сподівання. З червня місяця 1941 року боях з німецькими окупантами, захищав Крим, стояв на смерть біля стін Волгограда, звільняв від фашистських загарбників рідну Україну.
Винятковий героїзм проявив під час звільнення  Житомирської і  Вінницької областей. У період наступальних боїв на Житомирському напрямі. 28 грудня 1943 року під селом Студеницею Касян у рішучий момент заліг за станковим кулеметом і влучним вогнем впритул розстрілював гітлерівців, що намагалися оточити наші підрозділи. Особисто знищив 36 ворожих солдатів і підпалив бронетранспортер. А в бою за оволодіння населеним пунктом Сьомаки 9 березня 1944 року . Він першим переплив через річку Сниводу з кулеметною обслугою і забезпечив переправу стрілецьких підрозділів через водну перешкоду і атаку ворожих позицій. 11 березня 1944 року форсуючи річку Південний Буг біля села Журавного Хмельницького району Касян першим з обслугою станкового кулемета переправився і своїм кулеметом забезпечив розвиток наступу підрозділів полку, які переправлялися на підручних засобах. загинув в бою в південніше району села  Олександрівка. Похований в селі Журавному, Хмільницького района (нині — Літинський район) на сільскому цвинтарі.
За геройський подвиг, проявлений при виконанні бойових завдань командування на фронті боротьби з німецькими загарбниками, — гласить Указ  Президії Верховної Ради СРСР від 25 серпня 1944 року, посмертно присвоєно звання Героя Радянського Союзу i  орденом Леніна.

## Документи
- Медаль «За бойові заслуги» (рос) . Подвиг народу (база даних). Архів оригіналу за 13 березня 2012.
- Орден  Червоної Зірки (рос) . Подвиг народу (база даних). Архів оригіналу за 13 березня 2012.
- Орден Вітчизняної війни 1 ступеня (рос) . Подвиг народу (база даних). Архів оригіналу за 13 березня 2012.
- Інформація з наказу про виключення зі списків (рос) . Меморіал (банк даних). Архів оригіналу за 4 березня 2016.
- Інформація з наказу про виключення зі списків (рос) . Меморіал (банк даних).
- Інформація з наказу про виключення зі списків (рос) . Меморіал (банк даних).